# Putin (película)
Putin es una película biográfica de 2025, dirigida por el director polaco Patryk Vega, conocido como Besaleel, que trata sobre la vida del presidente ruso Vladímir Putin.

## Sinopsis
Se abarca la vida de Vladímir Putin desde que tiene diez años, pasando por sesenta años de muchos eventos de su vida real, hasta su muerte ficcionada.

## Elenco
- AIː Vladímir Putin.

## Producción
La película fue producida por la productora y distribuidora independiente XYZEl y fue rodada en Rusia, Ucrania, Israel, Siria, Jordania y Polonia.
El estudio polaco  AIO creó tecnología para hacer el filme. El presidente Putin fue recreado con CGI e inteligencia artificial en el cuerpo de un actor polaco, siendo la primera vez en la historia del cine en que ésta se usará para un personaje protagónico de una película filmada.

## Distribución
Fue mostrada a distribuidores internacionales por el Festival de Cannes. Será presentada en cerca de cincuenta países.